# Prima Categoria Sardegna 1960-1961
Il campionato di calcio di Prima Categoria 1960-1961 è stato il V livello del campionato italiano. A carattere regionale, fu il secondo campionato dilettantistico con questo nome dopo la riforma voluta da Zauli del 1958.
Questo è il girone organizzato dal Comitato Regionale Sardo per la regione Sardegna.

## Girone unico

### Classifica finale
|  |     | 1ª Categoria girone unico Sardegna 1960-61 | Pt  | G   | V   | N  | P   | GF  | GS  |
|  | --- | ------------------------------------------ | --- | --- | --- | -- | --- | --- | --- |
|  | 1.  | Pol. Ilvarsenal, La Maddalena              | 44  | 28  | 20  | 4  | 4   | 63  | 14  |
|  | 2.  | S.C. Ozierese, Ozieri                      | 40  | 28  | 17  | 6  | 5   | 38  | 14  |
|  | 3.  | U.S. Arbus, Arbus                          | 35  | 28  | 14  | 7  | 7   | 43  | 29  |
|  | 4.  | Pol. Gennargentu Pacini, Cagliari          | 32  | 28  | 12  | 8  | 8   | 34  | 19  |
|  | 5.  | U.S. Arborea, Arborea                      | 32  | 28  | 12  | 8  | 8   | 33  | 35  |
|  | 6.  | S.S. Berchiddese, Berchidda                | 31  | 28  | 13  | 5  | 10  | 50  | 37  |
|  | 7.  | S.S. Quartu, Quartu Sant'Elena             | 30  | 28  | 11  | 8  | 9   | 40  | 31  |
|  | 8.  | U.S. Sant'Antioco, Sant'Antioco            | 29  | 28  | 13  | 3  | 12  | 42  | 39  |
|  | 9.  | Pol. Alghero, Alghero                      | 28  | 28  | 11  | 6  | 11  | 25  | 30  |
|  | 10. | S.S. Oschirese, Oschiri                    | 26  | 28  | 9   | 8  | 11  | 27  | 39  |
|  | 11. | S.S. Attilia, Nuoro                        | 20  | 28  | 7   | 6  | 15  | 34  | 48  |
|  | 12. | A.S. Macomer, Macomer                      | 19  | 28  | 7   | 5  | 16  | 23  | 43  |
|  | 13. | S.S. Carloforte, Carloforte                | 19  | 28  | 8   | 3  | 17  | 38  | 59  |
|  | 14. | U.S. Monreale, S.Gavino Monreale           | 18  | 28  | 5   | 8  | 15  | 22  | 50  |
|  | 15. | Pol. Tharros, Oristano                     | 17  | 28  | 6   | 5  | 17  | 27  | 52  |
|  |     |                                            | 420 | 420 | 165 | 90 | 165 | 539 | 539 |

## Verdetti finali
- L'Ilvarsenal è ammessa alle finali interregionali. Rinuncia in seguito alla promozione in Serie D.